# Miquel Dolç i Dolç
Miquel Dolç i Dolç (Santa Maria del Camí, Mallorca, 4 de desembre de 1912 - Madrid, 27 de desembre de 1994) fou un filòleg, crític literari, poeta i traductor mallorquí al català.

## Biografia
De família pagesa, els seus pares conraven la terra i comercialitzaven formatge i pebre bord. Va estudiar amb els teatins i passà a estudiar a Roma i Sicília. Va estudiar batxillerat a l'Institut de Palma. Publicà les seves primeres poesies a La Nostra Terra i signà la Resposta als Catalans. Durant la Guerra Civil va fer de traductor del cos expedicionari de l'Aviazione Legionaria, l'aviació feixista italiana. Entre 1939 i 1942 va fer estudis de Filosofia i Lletres a la Universitat de Barcelona. Es va especialitzar en filologia clàssica. Va rebre el premi extraordinari de llicenciatura. També es va doctorar amb premi extraordinari en Lletres el 1950. El 1943 va obtenir per oposició la càtedra de Llengua i literatura llatina en l'Institut d'Ensenyament Mitjà d'Osca.
Va viatjar per Itàlia, sud de França, el Marroc i la major part de la Península. Va ser conseller fundador de l'Institut d'Estudis Oscenses i director de la revista Argensola.
Va publicar centenars d'articles en diversos periòdics i revistes, com per exemple, de Madrid, Arbor, Revista de Ideas Estéticas, Revista de Estudios Políticos, Escorial, Estudios Clásicos, El Español, Archivo Español de Arqueología, Ateneo. A Mallorca, La Almudaina, Diario de Mallorca i Ponent. A Barcelona, Destino, Revista i Estudis Romànics. A Saragossa, Universidad, Pirineos i Caesaraugusta; a Osca, Argensola. Catedràtic de la Universitat de Madrid.
Va fer traduccions al castellà i al català dels Epigrames de Marc Valeri Marcial, Diàlegs de Sèneca, Soliloquis de Marc Aureli, Poesies de Catul, els Annals de Tàcit, els Himnes de Prudenci, les Sàtires de Persi i l'obra completa de Virgili i Horaci, entre d'altres. Va escriure poesia en català (El somni encetat, Palma, 1943; Ofrena de sonets, Barcelona: Estel; Elegies de guerra, Barcelona: Estel) i va escriure diversos llibres de text per a l'ensenyament del llatí: una gramàtica i tres llibres de traducció i exercicis (Barcelona, 1945-1947). També va publicar diversos textos escolars comentats d'Ovidi, Marcial i Quintilià per a l'editorial barcelonina Bosch.
Va ser membre del consell directiu de la Fundació Bernat Metge. Des de 1961 fou membre corresponent de la Secció Filològica de l'Institut d'Estudis Catalans. El 1987 va rebre el Premio Nacional de Traducción espanyol per De rerum natura, de Lucreci; el 1990, el premi Crítica Serra d'Or per Les confessions, d'Agustí d'Hipona.

## Guardons[2]
- 1939: Creu italiana al Mèrit de Guerra
- 1940: Medalla de sofriments per la Pàtria
- 1951: Encomienda d'Alfonso X el Savi
- 1983: Creu de Sant Jordi de la Generalitat de Catalunya
- 1993: Fill il·lustre de Santa Maria del Camí[2]

Pòstum
- 1995: Medalla d'Honor de la Xarxa Vives d'Universitats.
- 1995: Doctor honoris causa de la Universitat de València
- 1996: Doctor honoris causa de la Universitat de les Illes Balears
- 1999: Medalla d'Or de la Comunitat Autònoma de les Illes Balears (a títol pòstum)

## Obra

### Didàctica
- Gramática de la lengua latina: Morfologia y nociones de Sintaxis. Curso elemental Barcelona: Edit. Barna, [1945? (Mariano Galve])
- Ejercicios y textos latinos: (Morfología y Sintaxis) III Curso. Barcelona: Edit. Barna, S.A., [1946 (Gráf. Marina])

### Estudis
- Estudis de crítica literària: de Ramon Llull a Bartomeu Rosselló-Pòrcel; introducció i edició a cura de M. del Carme Bosch. Barcelona: Abadia de Montserrat, 1994.
- Miquel Dolç, Ramon Torné, Assaigs sobre la literatura i la tradició clàssica Barcelona: Publicacions de la Universitat de Barcelona, 2000. ISBN 84-475-2451-5 associ
- El meu segon ofici: estudis de llengua i literatura llatines Palma: Conselleria de Cultura, Educació i Esports, D.L. 1996. ISBN 84-86815-72-X
- Hispania y Marcial. Contribución al conocimiento de la España Antigua, Madrid: C. S.I.C 1953
- Retorno a la Roma clásica sobre cultura y sociedad en los albores de Europa Madrid: Prensa Española, 1972
- El tema del árbol en la casa romana [Valencia: s.n.], 1960 (Sucesor de Vives Mora, imp.])

### Poesia
- Somni encetat, 1943.
- Ofrena de sonets, 1946.
- Elegies de guerra pòrtic de J. Estelrich; litografies de T. Miciano. Barcelona: Mª Montserrat Borrat, 1948
- Libre de Sant Jordi, 1952.
- Petites elegies Mallorca: La font de les tortugues, Ponent, 1958
- Imago Mundi: Poemes Mallorca: [Moll], 1973
- L'ombra que s'allarga: poemes; pròleg de Josep M. Llompart. Santa Maria del Camí: Ajuntament, 1984.
- Sàtires i epigrames; pròleg de Margalida Pons Palma: "Sa Nostra", Caixa de Balears, 1994.

### Varis
- Intent d'avaluació Manacor: Casa Cultura, 1983
- Posibilidades en el cultivo de la Filología latina Madrid: Universidad Autónoma, [1969]

### Traduccions
- Marcial, Epigramas selectos, Edició de Miguel Dolç. Barcelona: Bosch, 1981. ISBN 84-7162-495-8
- Catulo, Poesías; text revisat i traduït per Miguel Dolc, Barcelona: Alma Mater, 1963.
- Marco Aurelio, Meditaciones; [versió castellanai notes de Miquel Dolç]. Palma: Olañeta, [2004]
- Persi, Sátires; text revisat i traducció de Miquel Dolç, Barcelona, Fundació Bernat Metge, 1954
- Tàcit, Annals; text revisat i traducció de Miquel Dolç, Barcelona: Fundació Bernat Metge, 1965
- Ovidi, Amors text revisat i traducció de Jordi Pérez i Durá... i Miquel Dolç. Barcelona: Fundació Bernat Metge, 1971